# Sprachen im Römischen Reich
Das Römische Reich wurde nach den Punischen Kriegen zu einem Vielvölkerstaat, der den Mittelmeerraum beherrschte. Dabei trafen die Römer auf sehr unterschiedliche Kulturen, in denen sie ihre Lateinische Sprache zur Amtssprache machten. Im Ostteil des Reiches bewahrten sie als Erben des Hellenismus die griechische Amtssprache. Einige regionale Sprachen konnten sich als Volkssprachen behaupten.

## Latein
Die Sprache des Rom umgebenden Latium wurde nach dem Ende der etruskischen Herrschaft im fünften Jahrhundert v. Chr. zur Amtssprache der Stadt.
Mit den Siegen Roms über Karthago in den Punischen Kriegen 264–146 v. Chr. und der nachfolgenden Ausdehnung der römischen Herrschaft wurde Latein zur Amtssprache im gesamten Mittelmeerraum. In dieser klassischen Phase blühte die lateinische Literatur auf.
In den beherrschten Gebieten wurde Latein im Verlauf der jahrhundertelangen Herrschaft fast überall zur Volkssprache, soweit dort nicht Griechisch Verwaltungssprache blieb. Nach dem Ende der römischen Herrschaft entwickelten sich aus den lokal gesprochenen lateinischen Dialekten die romanischen Sprachen.

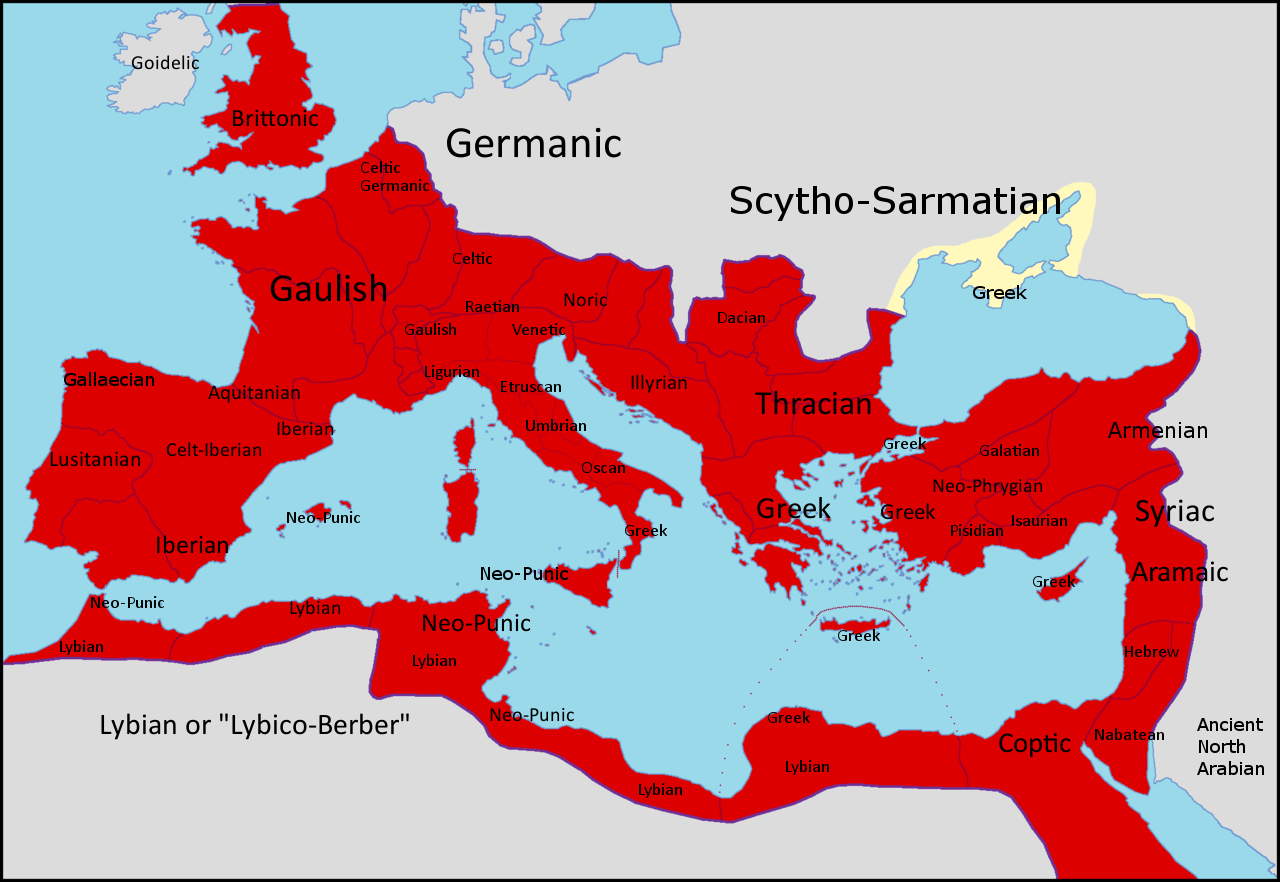
Karte der Regionalsprachen des römischen Reiches um 150 n. Chr.

## Griechisch
Eine besondere Rolle spielt das Griechische (Koine, ἡ κοινὴ διάλεκτος „der allgemeine Dialekt“), das aufgrund der kulturellen Überlegenheit zu manchen Zeiten die bedeutendere Sprache gegenüber dem Lateinischen war. Beide waren Amtssprachen des Imperium Romanum. Während Latein mehr im Westen gesprochen wurde und im Militär vorherrschte, war Griechisch Verwaltungssprache im Osten des Reiches (inkl. Nordost-Afrika) und galt als Bildungssprache.
In Westeuropa ging mit dem Ende der Antike und dem damit verbundenen Niedergang der klassischen Bildung und des Fernhandels im 5. und 6. Jahrhundert die Kenntnis der griechischen Sprache weitgehend verloren. Im verbleibenden östlichen Restgebiet des Imperiums wurde unter Kaiser Herakleios im 7. Jahrhundert Griechisch zur alleinigen Amtssprache.

## Aramäisch, Koptisch
Im vorderen Orient konnten sich unter römischer Herrschaft die afroasiatischen Sprachen Syrisch-Aramäisch und Ägyptisch-Koptisch als Volkssprachen behaupten. Das Ägyptische wurde bis ins vierte Jahrhundert noch in Demotischer Schrift geschrieben, wobei aber schon im zweiten Jahrhundert n. Chr. ein starkes Nachlassen der geschriebenen Sprache zu beobachten ist. Sie fand fast nur noch im religiösen Bereich Verwendung. Koptisch, das mit griechischen Buchstaben geschriebene Ägyptisch, setzte sich im 4. Jahrhundert durch.
Verwaltungssprache im römischen Ägypten und Syrien blieb Griechisch, wie in der vorausgehenden hellenistischen Zeit.
Nach der arabischen Eroberung 636–642 wurden die klassischen Sprachen im vorderen Orient nur sehr langsam verdrängt. Griechisch blieb bis zum Ende des 7. Jahrhunderts Verwaltungssprache und erst viele Jahrhunderte später verdrängte Arabisch die Volkssprachen Aramäisch und Koptisch. Jene werden heute fast nur noch im privaten oder christlich-religiösen Bereich benutzt.

## Punisch
Nach der Eroberung Karthagos im Jahr 146 v. Chr. gehörte das Punische zu den wichtigsten Sprachen des Imperium Romanum. Die punische Sprache gehörte zur semitischen Sprachfamilie. Diese Sprache ging nicht mit der Stadt und ihren Bewohnern unter, sondern wurde unter römischer Herrschaft außer in Nordwestafrika auch bis ins 2. Jahrhundert n. Chr. an den Küsten des westlichen Mittelmeeres in Hispanien und Italien gesprochen. Verwaltungssprache der vormals karthagischen Gebiete wurde Latein. Nach der arabischen Eroberung Nordwestafrikas 695–709 wurden dort beide Sprachen im frühen Mittelalter vollständig durch Arabisch verdrängt.

## Berbersprachen
Anders als das Punische und das Afrikanische Latein blieben die Berbersprachen bis heute als lebende Sprache in Nordafrika erhalten. 

## Thrakisch, Illyrisch
Während der römischen Herrschaft auf dem Balkan drängten Latein und Griechisch die indogermanischen Sprachen Illyrisch und Thrakisch zurück. Nördlich der Jireček-Linie herrschte Latein vor, südlich davon Griechisch. Während Thrakisch schon in der Antike weitgehend verdrängt wurde, vermutet man, dass Illyrisch im heutigen Albanisch weiterlebt. Ab dem 6. Jahrhundert verdrängten mit der Landnahme der Slawen auf dem Balkan südslawische Sprachen die klassischen Sprachen aus weiten Bereichen des Balkan. Nachfolger der lateinischen Sprache überlebten im heutigen Rumänisch und den anderen balkanromanischen Sprachen.

## Keltisch
Auf dem Festland wurden die keltischen Sprachen langsam vom Lateinischen verdrängt. Der Gebrauch des Keltischen bis in die Spätantike hinein wird vor allem durch Inschriften und Grabsteine belegt, auf denen keltische Personennamen zu finden sind. Die gallische Sprache etwa lebte bis in die Völkerwanderungszeit fort.
In Britannien konnten sich das Britannische die gesamte römische Zeit hindurch halten. Erst durch die erfolgreiche Expansion der Angelsachsen in nachrömischer Zeit wurde das Britannische zurückgedrängt und vom Angelsächsischen abgelöst. In Irland, das nie zum Römischen Reich gehörte, wurde Latein erst durch die Christianisierung verbreitet.

## Baskisch, Iberisch
Bis heute hat sich in Westeuropa an der französisch-spanischen Grenze das Baskische gehalten. Diese Sprache ist nicht indogermanischen Ursprungs und wird als sehr alt und autochthon angesehen.
Desgleichen nimmt man auch für das Spanische ein iberisches Substrat an, das auf die vorrömerzeitlichen Bewohner der Iberischen Halbinsel zurückgeht, die allerdings bereits keltisiert waren.

## Etruskisch
Etruskisch war in den angeblichen Gründerjahren im 8. Jahrhundert v. Chr. die Amtssprache der Stadt Rom, in der etruskische Könige regierten. Die Römer vertrieben die etruskischen Herrscher jedoch im 5. Jahrhundert v. Chr. Bis 265 v. Chr. gelangte ganz Etrurien unter römische Herrschaft. Die etruskische Sprache wurde um die Zeitwende – spätestens im 2. Jahrhundert n. Chr. – von der Lateinischen Sprache verdrängt.
Etruskisch war eine voll entwickelte Schriftsprache, die nicht näher mit dem Lateinischen verwandt ist. Die Sprache ist noch bis ins erste nachchristliche Jahrhundert belegt, scheint aber schon im ersten vorchristlichen Jahrhundert auf dem Rückzug gewesen zu sein, was vor allem durch zahlreiche römische Kolonien und Ansiedlungen im etruskischen Raum bedingt sein dürfte. Der Kaiser Claudius verfasste ein etruskisches Wörterbuch, das leider nicht erhalten blieb.

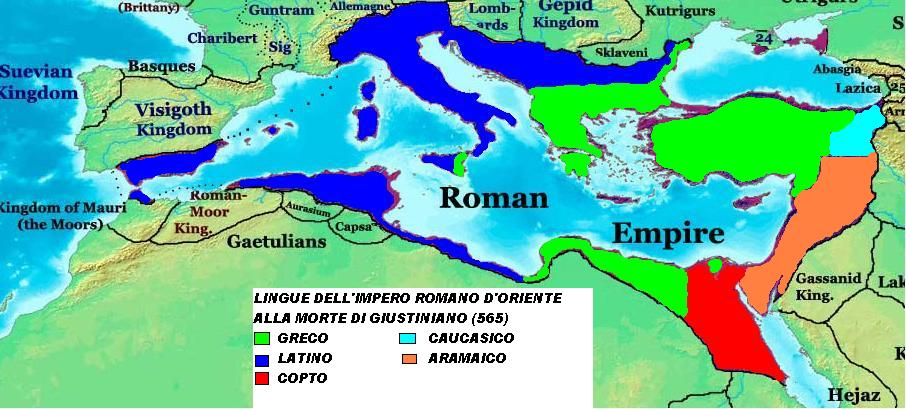
Die Sprachverteilung im Byzantinischen Reich im Jahre 565 n. Chr.

## Umbrisch, Faliskisch und Oskisch
Schon bei ihren ersten Eroberungen in Italien stießen die Römer auf Nachbarn mit verschiedenen Sprachen. Umbrisch und Faliskisch sind ursprünglich im Bereich nördlich und westlich von Rom gesprochen worden und sind als Italische Sprachen mit dem Lateinischen verwandt und jeweils nur von ca. 30 Inschriften bekannt, die vom 7. bis zum ersten Jahrhundert v. Chr. datieren. Bedingt durch die räumliche Nähe zu Rom und sprachliche Verwandtschaft mit dem Lateinischen, sind diese Sprachen wohl schon im ersten Jahrhundert n. Chr. vollkommen ausgestorben.
Das Oskische ist die Sprache der Samniten, die vor allem in Kampanien lebten. Ihre Sprache ist von ca. 650 Inschriften bekannt und wie das Latein eine Italische Sprache. Die letzten Inschriften stammen aus Pompeji kurz vor dem Untergang der Stadt, was andeutet, dass diese Sprache noch bis ins 1. Jahrhundert n. Chr. gesprochen wurde.